# 尼克沙·多布德
尼克沙·多布德（1985年8月5日—），克罗地亚男子水球运动员。他曾代表克罗地亚国家队参加2012年夏季奥林匹克运动会水球比赛，获得一枚金牌。